# Larons syndrom
Larons syndrom är en genetisk hormonsjukdom hos människor som karaktäriseras av okänslighet (resistens) för tillväxthormon, vilket ger symtom av tillväxthormonbrist. Larons syndrom orsakas av mutationer i genen för tillväxthormonets receptor. Det medför kortväxthet och resistens mot diabetes och cancer. Vid tillståndet nedsätts också förmågan att producera tillväxtfaktorn IGF-1.
Larons syndrom har fått sitt namn av Zvi Laron, den israeliska forskare som tillsammans med A. Pertzelan och S. Mannheimer rapporterade om det 1966 sedan de först observerade det 1958. Omkring 350 personer är drabbade i världen, varav ca 1/3-del bor i Ecuador, forskning pågår kring varför.